# Stephen F. Cohen
Stephen Frand Cohen (Indianapolis, 25 novembre 1938 – New York, 18 settembre 2020) è stato uno storico, politologo e saggista statunitense specializzato in studi russi.
Il suo lavoro accademico si concentrò sulla storia russa moderna sin dalla rivoluzione bolscevica e sulle relazioni della Russia con gli Stati Uniti.
Cohen è stato un editore della rivista progressista The Nation, parzialmente di proprietà di sua moglie Katrina Vanden Heuvel. Cohen è stato uno dei direttori fondatori del rinnovato American Committee for East-West Accord, rilanciato nel 2015

## Biografia
Cohen è nato a Indianapolis, Indiana, e in seguito è cresciuto a Owensboro, Kentucky, figlio di Ruth (Frand) e Marvin Cohen, che possedeva una gioielleria e un campo da golf a Hollywood, in Florida. Suo nonno emigrò negli Stati Uniti dalla Lituania (allora parte dell'Impero russo). Cohen si è diplomato alla Pine Crest School in Florida. Frequentò l'Indiana University Bloomington, dove si laureò in economia e politica pubblica nel 1960 e iniziò un dottorato in studi governativi e russi nel 1962.
Durante un programma di studi universitari all'estero in Inghilterra, ha fatto un viaggio di quattro settimane in Unione Sovietica, dove si è interessato alla sua storia e politica.
Dopo aver completato il dottorato di ricerca in governo e studi russi alla Columbia University nel 1968, divenne professore di politica alla Princeton University più tardi nello stesso anno e rimase in quella facoltà fino al 1998, quando divenne professore di politica, emerito. Ha poi insegnato alla New York University fino al suo ritiro nel 2011, quando è diventato professore emerito di studi russi e slavi.

### Epoche sovietiche ed El'cin
Nel suo primo libro, "Bukharin and the Bolshevik Revolution", una biografia di Nikolaj Bucharin, un importante funzionario bolscevico ed editore della Pravda, il giornale ufficiale del Partito Comunista dell'Unione Sovietica, Cohen sostenne che il comunismo in Unione Sovietica avrebbe potuto facilmente prendere una direzione diversa, non portando alla dittatura e alle purghe di Stalin. Cohen scrisse che era del tutto possibile per Bucharin succedere a Lenin e che l'Unione Sovietica sotto Bucharin avrebbe avuto una maggiore apertura, flessibilità economica e democrazia. Il libro è stato ampiamente elogiato, con lo storico dell'economia Alec Nove che lo ha descritto come "il miglior libro sull'URSS che sarà pubblicato per molti anni". Richard Lowenthal in una recensione del 1985 di "Rethinking the Soviet Experience: Politics and History" disse che molti studiosi di storia considerano invece quella tesi "un'ipotesi così incerta come illegittima".
Nel suo libro "War with Russia?" (2019), Cohen ha scritto che "almeno un vertice usa-sovietico sembra essere stato sabotato. Il terzo incontro Eisenhower-Chruščëv, previsto a Parigi nel 1960, fu interrotto quando i sovietici abbatterono un aereo spia statunitense U-2 inviato dagli Stati Uniti. Durante la Guerra Fredda, Cohen fu critico sia nei confronti dei falchi occidentali che del governo sovietico, che gli proibì di visitare il paese dal 1982 al 1985.  Cohen disse all'inizio del 1985 che le ragioni non gli erano state rivelate.
Cohen diede il suo sostegno alla perestrojka, alle riforme avviate da Michail Gorbačëv e, con sua moglie, Katrina vanden Heuvel, co-autore di "Voices of Glasnost: Interviews With Gorbachev's Reformers" (1989). Nel marzo 1991 scrisse per il New York Times che il governo di Gorbačëv "ha intrapreso i cambiamenti più ambiziosi della storia moderna. Il loro obiettivo è quello di "smantellare" i controlli statali imposti da Stalin e di raggiungere una "emancipazione della società" attraverso la privatizzazione, la democratizzazione e la federalizzazione delle 15 repubbliche".  Disse che la perestrojka era allora in crisi e dichiarò: "La Russia si è avvicinata alla democrazia che mai. Anche se la democratizzazione rimane estremamente fragile, come può essere liquidata come un fallimento?".
Cohen scrisse che gli Stati Uniti continuarono la Guerra Fredda dopo la divisione dell'Unione Sovietica nel 1991. Ha detto che il presidente Bill Clinton ha fatto marcia indietro sulla promessa del suo predecessore di non estendere la NATO verso est e l'interpretazione imperfetta di una "vittoria americana" e di una "sconfitta russa", che credeva nel 2006 ha portato i leader americani a credere che la Russia si sarebbe sottomessa completamente alla politica estera degli Stati Uniti.
Cohen era un amico dell'ex presidente sovietico Mikhail Gorbaciov, che lo invitò a partecipare alla parata del giorno di maggio 1989 nella Piazza Rossa, e consigliò l'ex presidente degli Stati Uniti George H. W. Bush alla fine degli anni '80. Cohen aiutò la vedova di Nikolaj Bucharin, Anna Larina, a riabilitare il suo nome durante l'era sovietica.

### Era Putin
In un articolo per The Nation - pubblicato nel numero del 3 marzo 2014 - ha scritto che "la negligenza mediatica" aveva portato alla "demonizzazione implacabile di Putin", e che Putin non era un "autocrate". Scrisse che la copertura dei media americani sulla Russia era "meno obiettiva, meno equilibrata, più conformista e poco meno ideologica" di quanto non fosse stata durante la Guerra Fredda. In un'intervista alla rivista Newsweek, Cohen ha detto che Putin è stato il "miglior potenziale partner che abbiamo avuto in qualsiasi parte del mondo per perseguire la nostra sicurezza nazionale".
In un'intervista alla CNN nel marzo 2014, ha detto che Putin non era "antiamericano".
In una rubrica di The Nation del maggio 2014 coautore con sua moglie, Cohen ha scritto che il presidente Barack Obama aveva dichiarato unilateralmente una nuova guerra fredda contro la Russia e che coloro che si trovavano all'interno della Beltway ne erano complici dal loro silenzio.
Nel 2014, le opinioni di Cohen sulle relazioni Usa-Russia sono state criticate da Julia Ioffe e altri per essere pro-Putin. Scrivendo in The American Conservative, James W. Carden, un ex consigliere della Commissione Presidenziale Bilaterale Usa-Russia, descrisse l'articolo di Ioffe come un "attacco scurrile - e francamente isterico - ad hominem al suo lavoro e al suo carattere". Carden era d'accordo con l'opinione di Cohen secondo cui gli Stati Uniti non erano riusciti a condurre un dibattito pubblico prima di fare un importante cambiamento nella politica verso la Russia per cercare di "isolare" e renderlo uno "stato paria".
Cohen ha partecipato a un dibattito a Toronto, in Canada, nell'aprile 2015, sulla proposta "che l'Occidente non dovrebbe impegnarsi a isolare la Russia". La squadra di Cohen perse il dibattito, con il 52% del pubblico che votò contro la mozione.
In un'intervista del luglio 2015, Cohen ha detto: "Anche Henry Kissinger (credo fosse nel marzo 2014 sul Washington Post) ha scritto questa battuta: "La demonizzazione di Putin non è una politica. È un alibi per non avere una politica. E poi ho scritto in risposta a questo: È giusto, ma è molto peggio di così, perché è anche la demonizzazione di Putin è un ostacolo al pensiero razionale, avere un discorso razionale o un dibattito sulla sicurezza nazionale americana. E non è solo questa catastrofe in Ucraina e la nuova Guerra Fredda; è da lì alla Siria all'Afghanistan, alla proliferazione delle armi nucleari, alla lotta al terrorismo globale. La demonizzazione di Putin esclude un partner del Cremlino di cui gli Stati Uniti hanno bisogno, non importa chi siede lì".
In un'intervista con Tucker Carlson il 17 maggio 2017, Cohen ha detto: "Io e te dobbiamo fare una domanda sovversiva: ci sono davvero tre rami del governo, o c'è un quarto ramo del governo - questi servizi intelligence?". Ha dichiarato che un'alleanza militare che il presidente Obama aveva cercato di stabilire con Putin contro il terrorismo è stata "sabotata dal Dipartimento della Difesa e dai suoi alleati nei servizi di intelligence". Ognuno degli sforzi di Trump per "cooperare con la Russia" è stato "mandato in fumo da una nuova fuga di notizie".

### Crisi ucraina
Nel 2014, Cohen ha detto che la crisi in Ucraina è stata la conseguenza di azioni degli Stati Uniti, avviate da Bill Clinton e completate da George W. Bush, per espandere la sfera di influenza della NATO fino ai confini della Russia, in violazione di una promessa fatta dagli Stati Uniti a Gorbaciov quando la Germania è stata riunita. In relazione all'annessione della Crimea da parte della Russia, ha detto che "qualsiasi leader russo che abbia legittimità in patria avrebbe dovuto fare una versione di ciò che Putin sta facendo ora. Avrebbero spinto indietro".
In un articolo del 30 giugno 2014 su The Nation, Cohen ha detto che gli Stati Uniti sono stati complici nel creare la crisi in Ucraina a causa del sostegno al rovesciamento del presidente Viktor Janukovyč. Ha criticato l'establishment politico-mediatico statunitense per aver taciuto sulle "atrocità di Kiev" nella regione del Donbass, che è densamente popolata da ucraini di lingua russa e russi etnici. Ha detto che c'è stata una notevole pressione da parte della società russa affinché Putin intervenisse militarmente per proteggere il Donbass e che Putin abbia esercitato "notevole moderazione".
Cohen definì l'Ucraina "un paese che è stato a lungo profondamente diviso da differenze etniche, linguistiche, religiose, culturali, economiche e politiche".
Nel 2014, Cohen ha contestato le prove che la Russia abbia abbattuto il Volo Malaysia Airlines 17, un evento che ha ucciso tutti i 298 passeggeri e l'equipaggio. Ha detto che il governo ucraino aveva possesso di missili surface-to-air russi Buk e ha sostenuto che il paese "stava giocando con i suoi nuovi giocattoli e ha commesso un grosso errore".
In un articolo del 2014 su The Nation, Cohen ha scritto che il primo ministro scelto dagli Stati Uniti, Arsenij Jacenjuk, si riferiva ai resistenti nel sud-est come "subumani".  Lo storico Timothy Snyder non è stato d'accordo con la dichiarazione di Cohen, scrivendo che Jacenjuk, in un messaggio di condoglianze alle famiglie dei soldati ucraini uccisi, descrisse gli assalitori come "disumani". Snyder suggerì che l'origine della dichiarazione di Cohen fosse la traduzione errata da parte dei media russi della neljudyj ("disumana") come nedočelovekij ("subumano").
Nel 2017, Cohen ha detto che gli eventi del 2014 in Ucraina avevano iniziato una guerra civile in un paese in cui "una parte si inclina verso la Russia e una parte si inclina verso l'Occidente".
Le sue opinioni sull'Ucraina furono criticate e descritte come pro-Putin e pro-Cremlino. Cohen ha rifiutato tali etichette.

### La morte
Cohen è morto di cancro ai polmoni il 18 settembre 2020, nella sua casa di New York City, all'età di 81 anni.

## Vita privata
Cohen è stato sposato una prima volta nel 1962 con la cantante lirica Lynn Blair con cui ebbe un figlio e una figlia. Dopo il divorzio, nel 1988 si sposò con la giornalista politica ed editrice di riviste Katrina Vanden Heuvel, figlia di Jean Stein e William Vanden Heuvel; la coppia ebbe una figlia.

## Opere
- War with Russia? From Putin and Ukraine to Trump and Russiagate, Skyhorse Publishing, 2019 ISBN 978-1-5107-4581-0
- Soviet Fates and Lost Alternatives: From Stalinism to the New Cold War, Columbia University Press (con un nuovo epilogo), 2011 ISBN 978-0-231-14897-9
- Soviet Fates and Lost Alternatives: From Stalinism to the New Cold War, Columbia University Press, 2009 ISBN 978-0-231-14896-2
- The Victims Return: Survivors of the Gulag After Stalin, I.B. Tauris, 2011 ISBN 978-1-933002-40-8
- Failed Crusade: America and the Tragedy of Post-Communist Russia, W.W. Norton & Company, 2000 ISBN 978-1-933002-40-8
- Voices of Glasnost: Interviews With Gorbachev's Reformers, W. W. Norton & Company, 1989 ISBN 978-0-393-02625-2
- Sovieticus: American Perceptions and Soviet Realities, W. W. Norton & Company, 1986 ISBN 978-0-393-30338-4
- Rethinking the Soviet Experience: Politics and History Since 1917, Oxford University Press, 1985 ISBN 978-0-19-504016-6
- An End to Silence: Uncensored Opinion in the Soviet Union, da Roy Medvedev's Underground Magazine "Political Diary", Norton, 1982 ISBN 978-0-393-30127-4
- Bukharin and the Bolshevik Revolution: A Political Biography, 1888–1938, Oxford University Press, 1980 ISBN 978-0-19-502697-9